# 조용수 (1930년)
조용수(趙鏞壽, 1930년 4월 24일 ~ 1961년 12월 21일)은 대한민국의 언론인이다. 민족일보의 발행인이었는데, 박정희의 5·16 군사정변 세력에 의해 교수형에 처해졌고, 2008년 1월 16일에 법원 재심 결과 무죄와 국가 배상 판결을 받아 명예를 회복했다.

## 생애

### 생애 초기
호(號)는 산남(山南)이다. 조용수는 1930년 4월 20일 진양군(현 진주시) 대곡면 단목리의 부유한 집안에서 태어났다. 아버지 조판상의 둘째 아들로 태어났지만, 외삼촌 하만복의 집인 진주시 옥봉동의 외가에서 사촌 하정자(차임)과 함께 줄곧 자랐고, 봉래초등학교(당시 제2보통학교)와 진주중학교를 다닐 때까지 진주에서 자랐다. 그러나 지금은 조용수가 봉래초등학교와 진주중학교을 다닌 흔적을 찾을 수 없다. 당시 재학생들의 학적부는 그대로 남아 있지만, 유독 조용수의 학적기록은 빠져 있다.

### 학창시절
조용수는 1943년 진주중학교를 입학하여 2학년까지 다니고 자퇴를 하여, 대구 대륜중학교에 편입학하여 졸업하였다. 그 후 대구 대륜고등학교를 졸업하고 연희전문학교에 입학했다. 1950년 대학교에 입학하는 해에 한국전쟁이 발발하자 부산으로 근거지를 옮겼다가, 대학교 2학년에 재학 중에 일본으로 건너갔다.
1951년 일본 메이지대학(明治大) 정경학부 경제과 2학년에 편입학하여 학업을 계속하였으며, 1953년 민단에 참여하여 활동하였다. 대학 졸업 뒤 민단에서 1959년 조봉암 구명운동 및 조총련의 재일동포 북송운동 반대사업에 종사하던 중 조봉암의 비서이던 이영근과 조선일보 논설위원이던 송지영 등의 진보성향 언론인과 인연을 맺게 된다.

### 민족일보 창간
조용수는 1960년 4.19 혁명 직후에 치러진 5대 총선에서 진보정당 사회대중당의 후보로 경북 청송에 출마했으나 3위로 낙선했고, 그의 패배를 비롯해 사회대중당이 4석에 그치면서 보수성향 민주당의 일당독주체제를 허용하자 진보세력의 단결 및 민주당 정권의 보수성향을 국민들에게 알리기 위해서는 언론의 중요성이 필요함을 인식하고 민단으로부터 자금을 조달받아 새 일간신문 창간을 구상한다.
1961년 2월 13일 일간신문 민족일보를 창간했다. 민족일보는 사시(社是)로 민족의 진로를 가리키는 신문, 부정과 부패를 고발하는 신문, 노동대중의 권익을 옹호하는 신문, 양단된 조국의 비원을 호소하는 신문 등 4개를 정하였고, 민족일보 사장 취임사에서  그는 “우리 민족일보는 이러한 민족의 분열과 비원을 영속화시키는 일부의 작용에 대하여 온갖 정력을 기울여 싸울 것”이라며 “특히 적극적으로 남북간의 민족의식의 추진과 생활공동체적 연대를 추구하는데 있는 지면을 과감하게 제공하는 것을 중요한 임무라고 생각한다”고 밝혀 평화통일이라는 주제가 민족신문 발행의 논조임을 강조하였다.
민족일보는 제2공화국 민주당 정권으로부터 조총련으로부터 자금을 조달받았다는 의심을 받기도 하고, 인쇄를 대행하던 서울신문의 인쇄 중단 선언으로 3일간 휴간하는 어려움을 겪기도 하였다.

### 최후
1961년 5·16 군사정변으로 집권한 군부에 의해 연행되었다. 그를 비롯한 민족일보 간부 13명을 "북한을 찬양·고무한 죄"로 구속한 뒤 이 중 그를 비롯한 8명에게 사형선고를 내렸다. 8월 12일 군사재판으로 열린 1심에서 사형을 선고받았다. 이 재판에서 육군대령이 재판장을 맡고 군인 2명과 민간인 2명이 심판관을 맡았는데, 이회창이 당시 민간인 심판관으로 참여해 이후 논란이 됐다. 10월 31일 상고심에서도 사형이 확정되었다. 사형 이유는 조용수가 총련 자금을 받아 민족일보를 창간, 무분별한 평화통일론을 주장하여 북한을 이롭게 했다는 것이다. 조용수의 사형 판결이 정해지자 이에 대해 국제신문인협회(IPI), 국제펜클럽(PEN) 등 국제적으로 항의성명이 이어지고 구명운동이 벌어졌다.
그는 1961년 12월 21일에 사회당 간부 최백근 등과 함께 교수형 집행되어 조용수는 형장의 이슬로 사라지기 전 입회한 윤형중 신부의 인도로 천주교에 귀의했다.

## 기타
이만섭은 국회의장을 두 번 역임한 정치인인데, 조용수의 고등학교·대학교 동창이다.

## 사후

### 명예 회복
조용수의 사형은 미국으로부터 공산주의자로 지목받은 박정희의 희생양이라는 견해가 있다.
《민족일보》와 조용수 사건은 동생 조용준에 의해 2006년 1월 10일 《진실ㆍ화해를위한과거사정리위원회》에 진실규명을 신청했고, 같은 해 2006년 11월 28일 과거사위원회는 '사형을 선고한 혁명재판부의 판단이 잘못됐다'는 결정을 내리고 국가에 재심을 권고했다.
2008년 1월 16일 서울중앙지법 형사합의22부가 재심에서 북한의 활동에 동조했다는 특수범죄 처벌에 관한 특별법 혐의로 사형이 선고됐던 조용수에게 47년 만에 무죄를 선고했다.
조용수의 유가족은 국가를 상대로 손해 배상 청구 소송을 제기했는데, 이 소송에서 '국가는 99억 원을 배상하라'는 하급심 판결을 받았다. 그 후 대법원은 2011. 1. 13. 그 액수를 약 29억원으로 감액하는 취지로 최종 판결하였다.

## 가계
친삼촌 조경규는 대구신보와 시사신보 사장을 지내고, 2대·3대·4대 국회의원으로 자유당 원내총무를 두 번 지냈다. 외삼촌 하만복은 과도정부 입법의원, 반민특위 위원, 2대 국회의원 등을 지냈다.
- 동생: 조용준

## 같이 보기
- 민족일보
- 5.16 쿠데타
- 조봉암
- 제1공화국
- 제2공화국
- 장면
- 박정희